# Pungelscheid
Pungelscheid ist ein Ortsteil der Stadt Werdohl im Märkischen Kreis.

## Lage
Eingebettet in die südwestlichen Ausläufer des Lennegebirges liegt der Ort auf einer Anhöhe in 340 m ü. NN, am nördlichen Rand des Naturparks Ebbegebirge im Sauerland.

## Nachbarorte
- Kleinhammer
- Eveking

## Geschichte
Pungelscheid kann auf eine lange Geschichte zurückblicken. Bereits im Jahr 1059 soll Erzbischof Anno II. von Köln dem neu gegründeten Kölner Kloster St. Maria ad Gradus die Ländereien zu Pungelscheid geschenkt haben. Im Jahre 1359 wurde zum ersten Mal die Burg Pungelscheid urkundlich erwähnt. Der Erbauer von Burg Pungelscheid war Rötger von Neuhoff.
Theodor von Neuhoff war 1736 für 100 Tage König von Korsika. Er entstammte einer Nebenlinie der Neuhoffs auf Pungelscheid. Die Familie ist seit Mitte des 18. Jahrhunderts im Mannesstamm ausgestorben. Als neue Besitzer traten die Herren von Rump auf. 1797 brannte die Burg bis auf Reste des Rundturms und des Gewölbekellers durch Blitzschlag ab.
Der Ort war bis in die Zeit kurz nach Ende des Zweiten Weltkriegs rein landwirtschaftlich geprägt. Lediglich einige Bauernhöfe prägten das Landschaftsbild. In den 1950er Jahren erfolgte ein durch das Wirtschaftswunder hervorgegangener Bauboom, der die Ortschaft von anfänglich ca. 100 Einwohnern auf heute über 3000 Einwohnern ansteigen ließ.

### Der Name Pungelscheid
Der erste Wortteil Pungel bezieht sich auf das mittelhochdeutsche punk(g)en, was verb. so viel wie Stoßen oder Schlagen bedeutet.
Der zweite Teil scheid ist das mhd. Wort für Grenze oder Grenzscheide.

### Der Ortsname im Wandel der Zeit
- 1359 – Pungeschede
- 1692 – Pongelscheyd
- 1796 – Pungelscheid

## Sehenswürdigkeiten

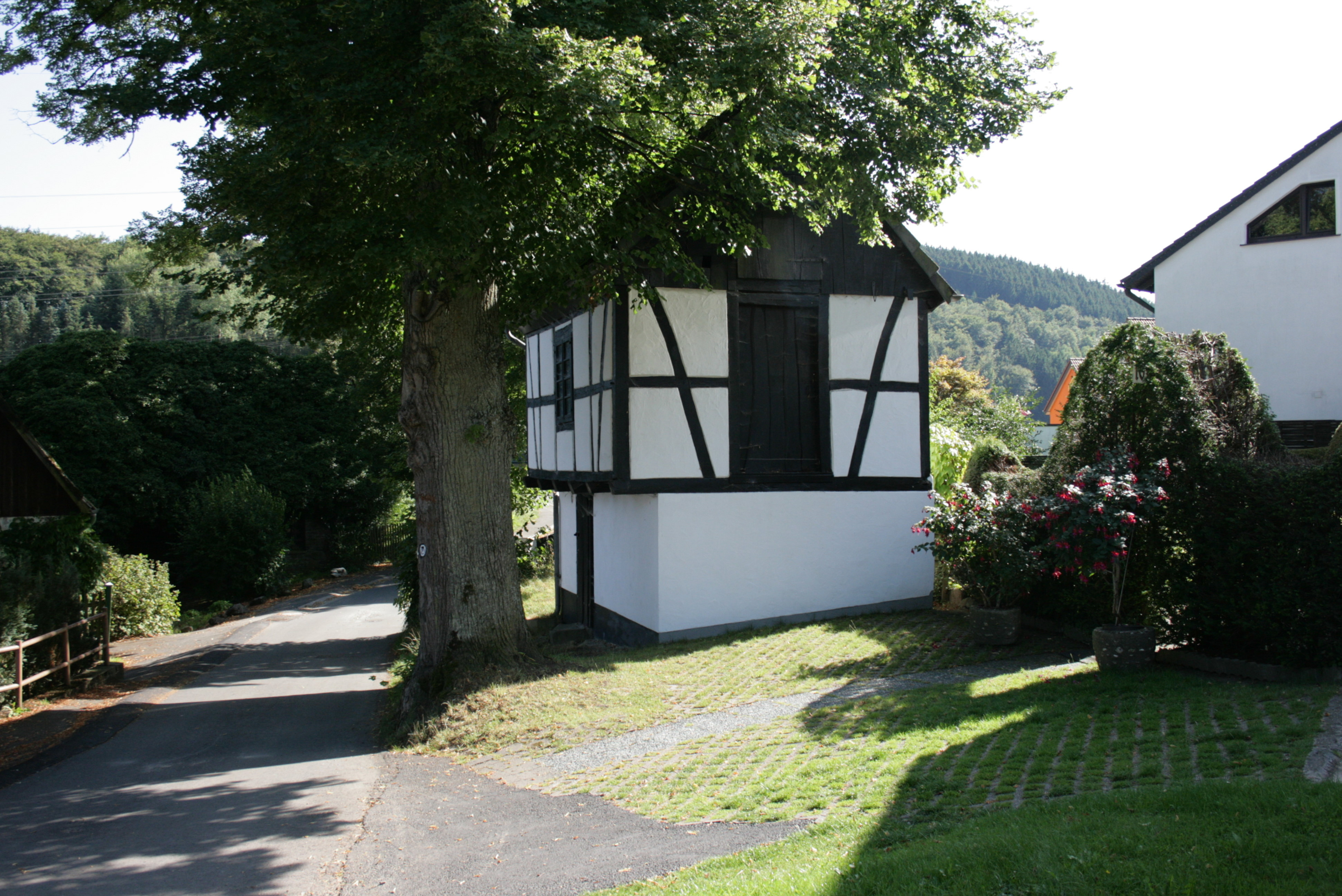
Haferkasten in Pungelscheid

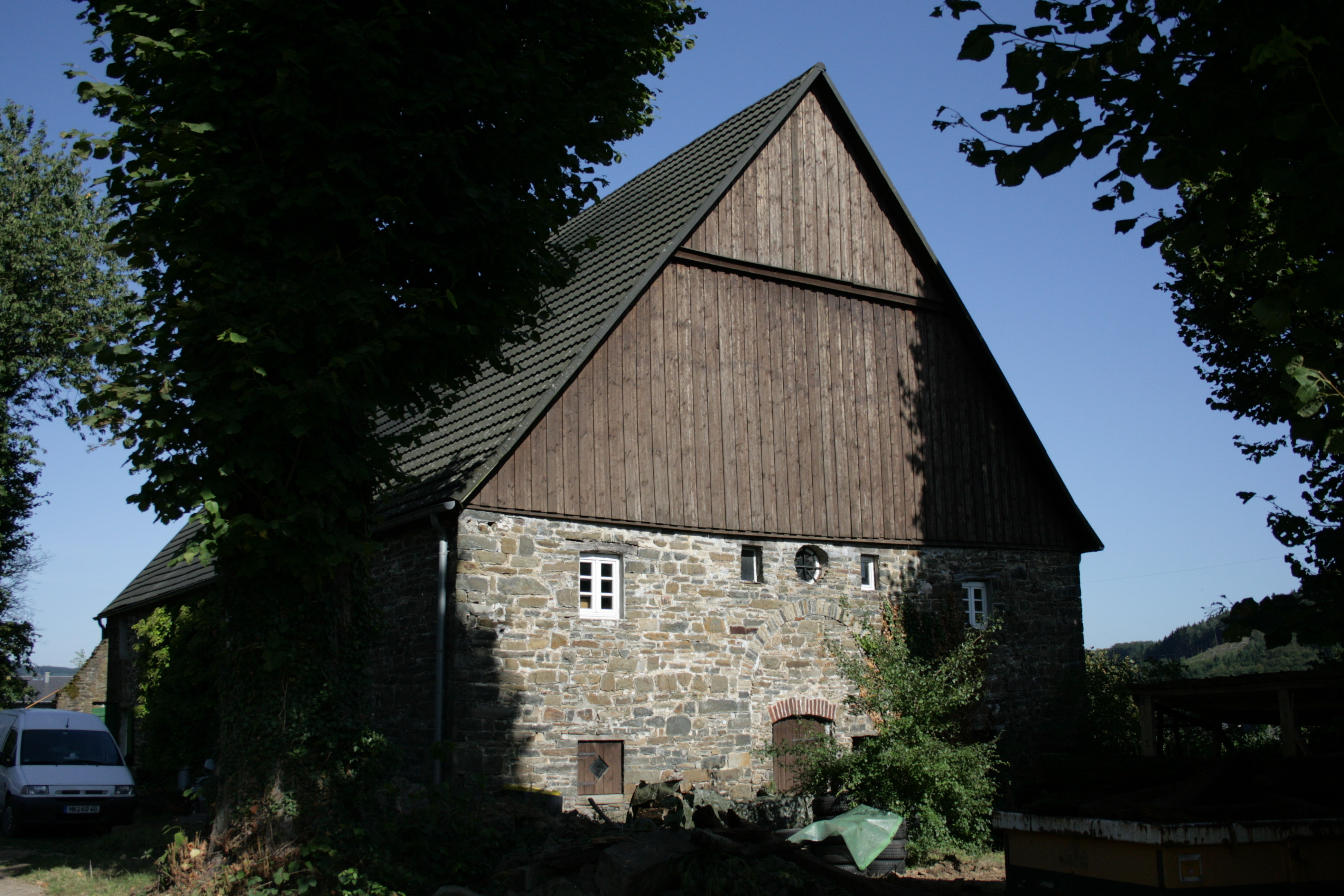
Hist. Bauernhaus

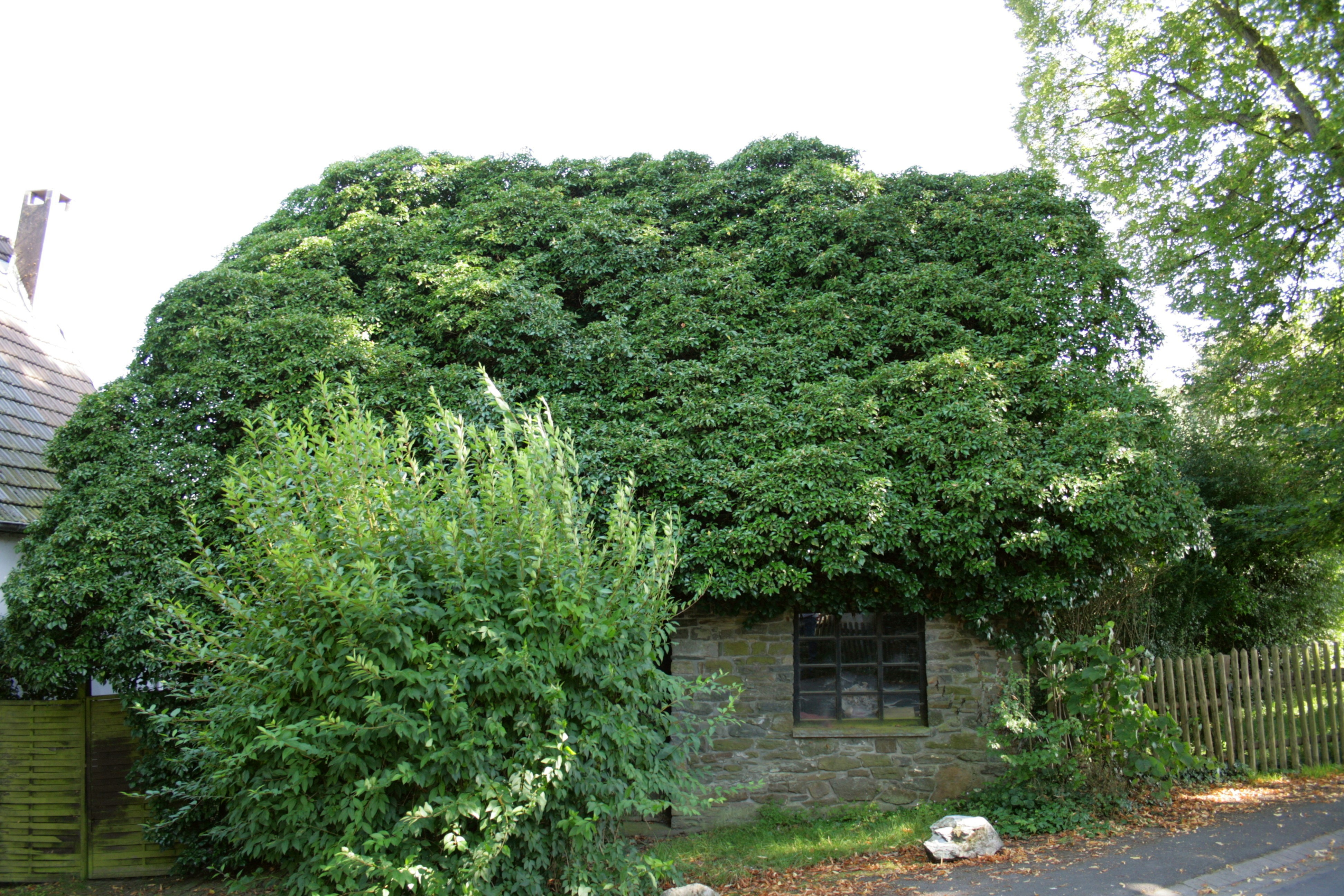
Alte Schmiede

Auf dem Gelände der ehemaligen Vorburg wurden nach dem Brand drei Gebäude errichtet, die zusammen mit den umliegenden Bauernhöfen das Ortsbild prägen: ein Kornspeicher, ein Haferkasten sowie eine Huf- und Wagenschmiede. Das älteste Gebäude ist der Haferkasten. Der untere Teil stammt aus dem Jahre 1803, der obere Teil von 1860.
Die Schmiede stammt ebenso wie der Speicher aus dem Jahre 1828.
Es handelt sich um ein eingeschossiges Bruchsteingebäude. Sie wurde als Huf- und Wagenschmiede für den Eigenbedarf der Eigentümer genutzt und stand darüber hinaus den umliegenden Höfen zur Verfügung. Die Schmiede wurde nach 1950 stillgelegt.
In den 1980er Jahren wurden der Haferkasten, der Kornspeicher und die Schmiede renoviert; es wurde auch eine neue Esse eingebaut und die Feuerstelle wieder hergerichtet.

## Wichtige Einrichtungen
In Pungelscheid gibt es:
- einen Kindergarten
- einen Supermarkt
- verschiedene Einzelhändler
- Brandschutz: Löschzug 2 Kleinhammer (Freiwillige Feuerwehr Werdohl)

## Pungelscheid in der Literatur
Im Comic "Super Paradise" von Ralf König wird Pungelscheid als Heimatort einer der Nebenfiguren dargestellt.